# ۱۸ مرداد
۱۸ مرداد صد و چهل و دومین روز سال در گاه‌شماری خورشیدی است. به پایان سال ۲۲۳ روز (۲۲۴ روز در سال کبیسه) باقی‌است.

## رویدادها
- ۱۳۰۱ - آغاز نبرد شکریازی
- ۱۳۳۹ - بنیان‌گذاری بانک مرکزی جمهوری اسلامی ایران
- ۱۳۶۳ - رقابت ۱۸ مرداد ۱۳۶۳ تیم ملی فوتبال ایران با تیم ملی فوتبال سوریه در جام ملت‌های آسیا ۱۹۸۴
- ۱۴۰۲ - آغاز لیگ برتر فوتبال ایران ۰۳–۱۴۰۲

## زادروزها
- ۱۳۰۸ - اصغر ایمانیان، نظامی
- ۱۳۲۰ - حسین خانی‌بیک، بازیگر
- ۱۳۳۳ - رضا سیروس صبری، معمار
- ۱۳۳۸ - حسین زمان، خواننده
- ۱۳۴۹ - حمید مهین‌دوست، بازیگر
- ۱۳۵۸ - الیکا عبدالرزاقی، بازیگر
- ۱۳۶۹ - الهه حصاری، بازیگر
- ۱۳۷۱ - سعید فضل‌اولی، قایقران
- ۱۳۷۲ - حمید صفت، خواننده

## درگذشت‌ها
- ۱۳۶۲ - امین‌الله حسین، آهنگساز
- ۱۳۶۳ - ابوالقاسم پاینده، روزنامه‌نگار
- ۱۳۹۴ - پرویز خسروانی، سپهبد تیمسار نیروی زمینی شاهنشاهی ایران
- ۱۳۹۶ - محسن حججی، از اعضای مدافعان حرم
- ۱۳۹۷ - قربان‌علی تاری، فوتبالیست
- ۱۳۹۷ - مهرداد پهلبد، نخستین وزیر فرهنگ و هنر ایران و همسر دوم شمس پهلوی
- ۱۳۹۸ - رضا عقیلی، فیلمنامه‌نویس و بازیگر
- ۱۴۰۴ - محمود فرشچیان، نقاش